# Gibelin de Sabran
Gibelin de Sabran, Ghibbelin z Arles (ur. ok. 1045, zm. 6 kwietnia 1112) – francuski duchowny rzymskokatolicki, arcybiskup Arles, łaciński patriarcha Jerozolimy.

## Biografia
W 1080 papież Grzegorz VII prekonizował go arcybiskupem Arles. W tym też roku przyjął sakrę biskupią. Faktycznie archidiecezji jednak nie objął.
W 1108 król Jerozolimy Baldwin I z Boulogne mianował go patriarchą Jerozolimy. Stanowisko to sprawował do śmierci 6 kwietnia 1112.